# Кричівський замок

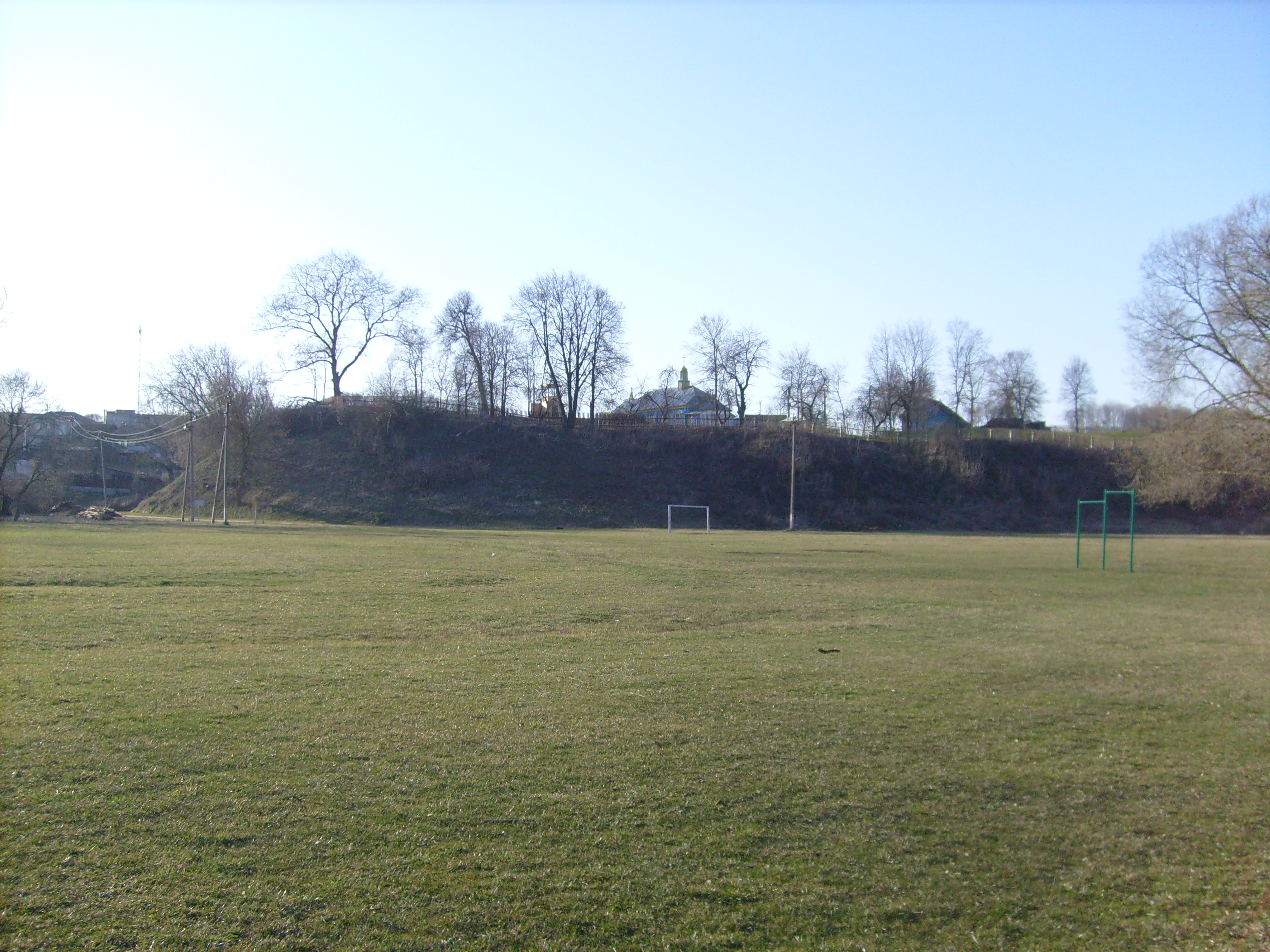
Замкова гора

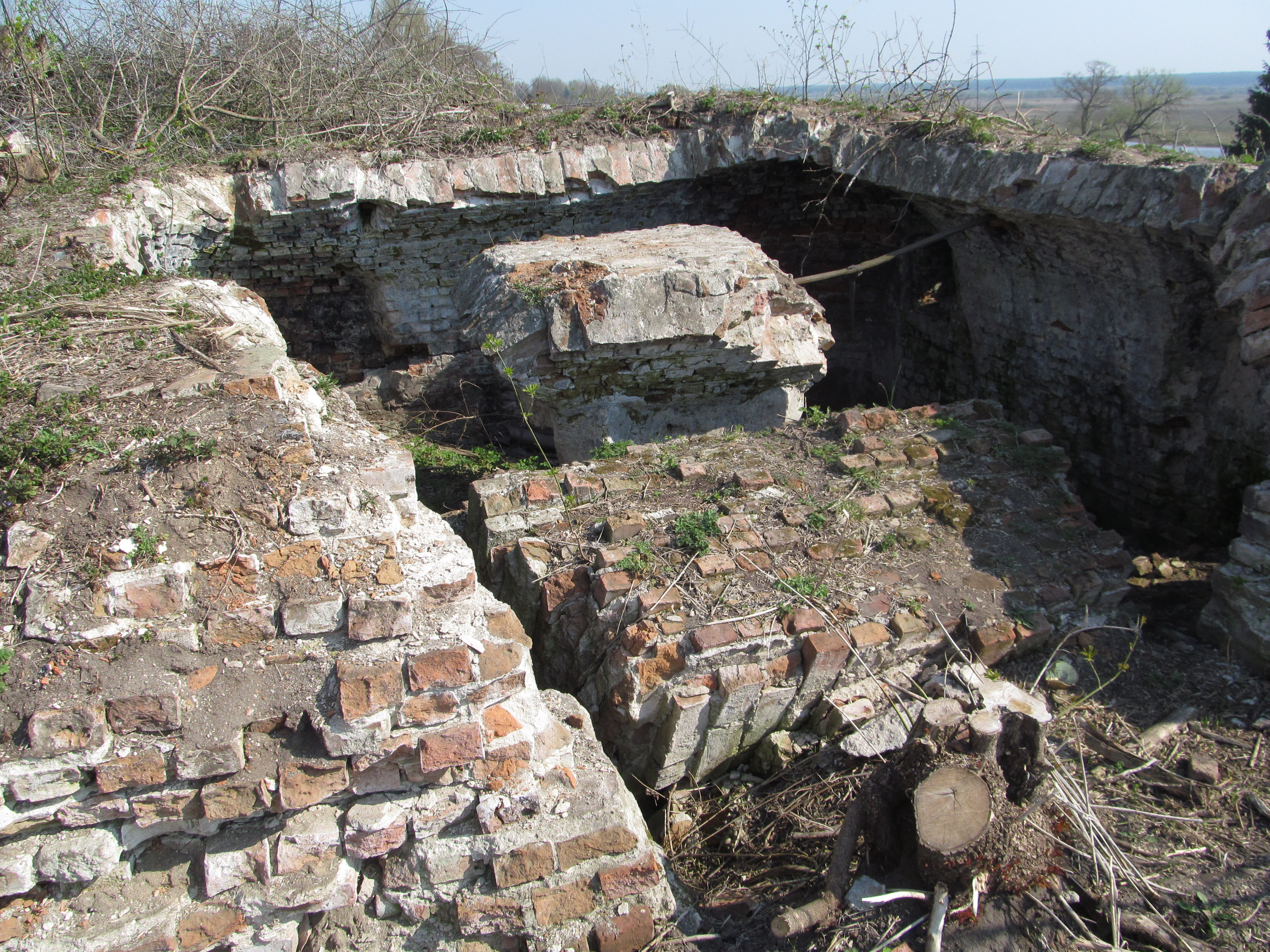
Залишки укріплень

Кричівський замок — колишній замок у Кричеві, який існував у XIV — XVIII ст. на правому березі річки Сож. Займав ділянку прибережного плато, де наприкінці XI — XIII ст. був дитинцем античного Кричева.

## Опис

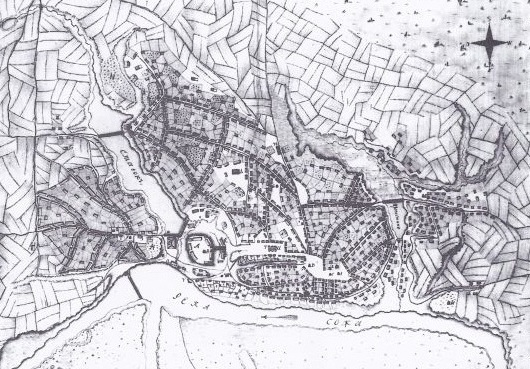
Кричівський замок на плані Кричева 1788 року. РДВГА

Комплекс укріплень замку складався з 5 веж, y т.ч. башта-брама. Стіни укріплення мали вигляд «замкових клетей» типу 2-ярусної городні. На замковому подвір'ї розташовувалася дерев'яна церква Святого Миколая, будинок державця, комори, стайні, погреби, житлові будинки слуг, крамниця-«скребок» для зберігання пороху, боєприпасів та різної зброї.

## Військова історія
Кричівський замок пережив облоги в 1507, 1508, 1514, 1535, 1633 (тричі), 1648, 1651, 1654, 1658, 1661 і 1744 рр. Під час війни між Московією та Річчю Посполитою в 1654—1667 рр. замок був серйозно зруйнований. Під час тривалої облоги військ московських воєвод Шереметьєва та Щербатова виснажений гарнізон Кричівського замку був змушений здатися К. Поклонському. Під час Північної війни 1700—1721 років замок був остаточно зруйнований і відроджений лише до 1744 року, коли він зміг протистояти штурму повстанців Василя Ващили під час Кричівського повстання 1743—1744 років. У 1778 р. Російські військові топографи зафіксували замок із частоколом на вершині валу і майже заповненим ровом, після 1780-х він втратив своє військове значення.